# OVERMAX OV-MW-01
OVERMAX OV-MW-01 – miniwieża produkowana po 2000 roku przez holenderską firmę Overmax.

## Opis
OVERMAX OV-MW-01 to wielofunkcyjne urządzenie multimedialne. Posiada wbudowany odtwarzacz CD oraz DVD. Umożliwia także odtwarzanie multimediów z pendrive'a poprzez wbudowane wejście USB.
Z tyłu urządzenia umiejscowiono wejście SCART, wyjścia analogowe Component video (Y,Pb,Pr,L,R,Coaxial), wejście liniowe lewe i prawe, wyjścia video i S-Video, wejście mikrofonowe oraz dwa wyjścia na głośniki. Ponadto urządzenie posiada wejście antenowe koncentryczne 75 Omów (dla FM) oraz symetryczne 300 Omów (dla AM). Z przodu natomiast znajduje się wyjście słuchawkowe.
Wbudowany odtwarzacz umożliwia odtwarzanie formatów DVD, VCD, CD, MP3, MPEG-4, CD-R, CD-RW, DVD+RW, DVD-RW, JPEG, Kodak Picture CD.
Radio posiada wbudowany cyfrowy tuner AM/FM. Panel przedni jest wyposażony w wyświetlacz LCD, który potrafi wyświetlać napisy w formacie .txt, częstotliwość stacji radiowej lub nr. ścieżki dźwiękowej. Urządzenie można obsługiwać za pomocą pilota.